# 블랙홀 2000
블랙홀 2000(영어: Black Hole 2000)은 대한민국 경기도 과천시 막계동에 위치한 서울랜드의 미래의 나라에 자리잡고 있는 롤러코스터이다. 이 롤러코스터는 전형적인 콕스크류 롤러코스터로, 시속 85km의 속도로 빠르게 질주한다. 특수 트랙으로는 콕스크류 구간이 2번 있다. 1990년 9월 21일에 개장했으며 탑승 시간은 약 3분 5초 정도 된다.

## 정보
- 개장: 1990년 9월 21일
- 길이: 974m
- 운행시간: 3분 5초
- 높이: 34.77m
- 속도: 최고 속도 85km
- 특수트랙: 콕스크류 트랙 2회